# 齊世美
齊世美（？—1503年），明朝山西大同府人，明宪宗的大女儿仁和公主的丈夫。
齐世美是鸿胪寺少卿齐祐之子。弘治二年（1489年），明孝宗选齐世美尚仁和长公主，为驸马都尉。弘治年间，祭祀明太祖、明太宗等皇帝皇后礼仪多由齐世美代行。齊世美性不好学习，为人骄侈，纵于酒色，有时经年不朝。弘治十六年（1503年）七月甲申驸马都尉齐世美卒，明孝宗辍朝一日，赐祭葬如例。他和公主两人生有五个儿子。正德十四年（1519年）六月，明武宗升公主的长子齐良为正四品指挥佥事，四个小儿子为从五品副千户、所镇抚。